# 1571 Cesco
1571 Cesco este un asteroid din centura principală, descoperit pe 20 martie 1950, de Miguel Itzigsohn.